# Neaux
Neaux é uma comuna francesa na região administrativa de Auvérnia-Ródano-Alpes, no departamento de Loire. Estende-se por uma área de 17,36 km². Em 2010 a comuna tinha 492 habitantes (densidade: 28,3 hab./km²).